# Kigurumi

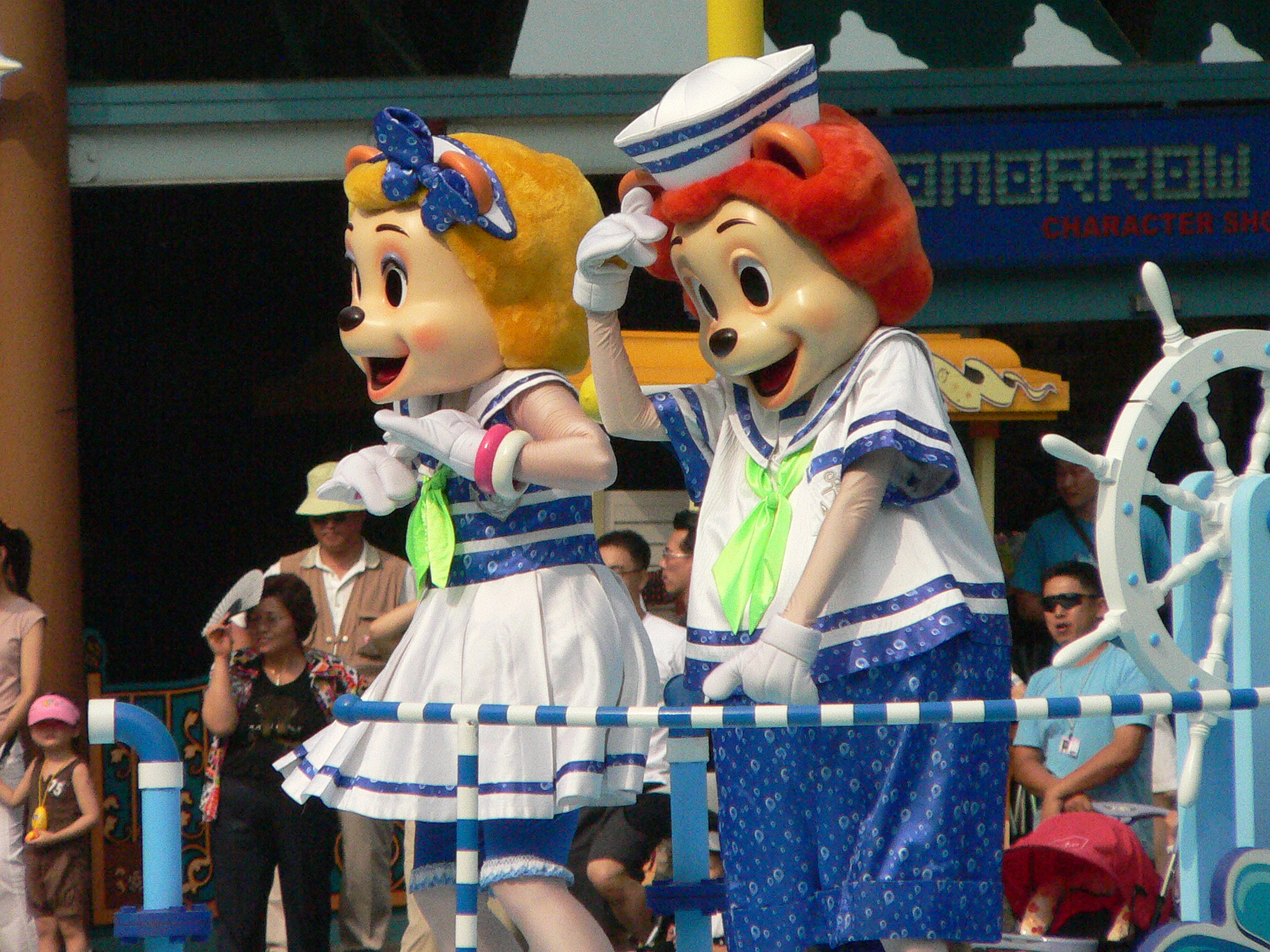
Splash mascots dans un Parc d'attractions en Corée du Sud.

 (septembre 2014).
Si vous disposez d'ouvrages ou d'articles de référence ou si vous connaissez des sites web de qualité traitant du thème abordé ici, merci de compléter l'article en donnant les références utiles à sa vérifiabilité et en les liant à la section « Notes et références ».
Kigurumi (着ぐるみ) est un terme japonais désignant des personnes déguisées portant des costumes représentant des personnages fictionnels de dessins animés, souvent anthropomorphes et de nature animale. 

## Description
Le terme Kigurumi (着ぐるみ) provient du verbe kiru (着る, s'habiller) et du nom nuigurumi (ぬいぐるみ, jouet en peluche). Ce type de personnages apparaissent notamment dans les centres commerciaux, les parcs d'attraction ou les conventions japanim. Sont inclus également dans le terme kigurumi les personnages costumés se trouvant dans un parc Disney ou dans des émissions pour enfants (tel que Barney) et étant utilisés en guise de mascotte. Leurs apparitions servent fréquemment lors de campagnes de promotions et sont souvent une distraction pour les enfants. 
Le ganguro, un style de mode japonaise de rue, utilise les costumes de type kigurumi en guise d'habits de tous les jours. Les costumes populaires couramment utilisés incluent Pikachu, Winnie l'ourson, Hello Kitty, ainsi que les costumes d'éléphants, de dinosaures, de chiens, de vaches, de cochons ou de pandas.

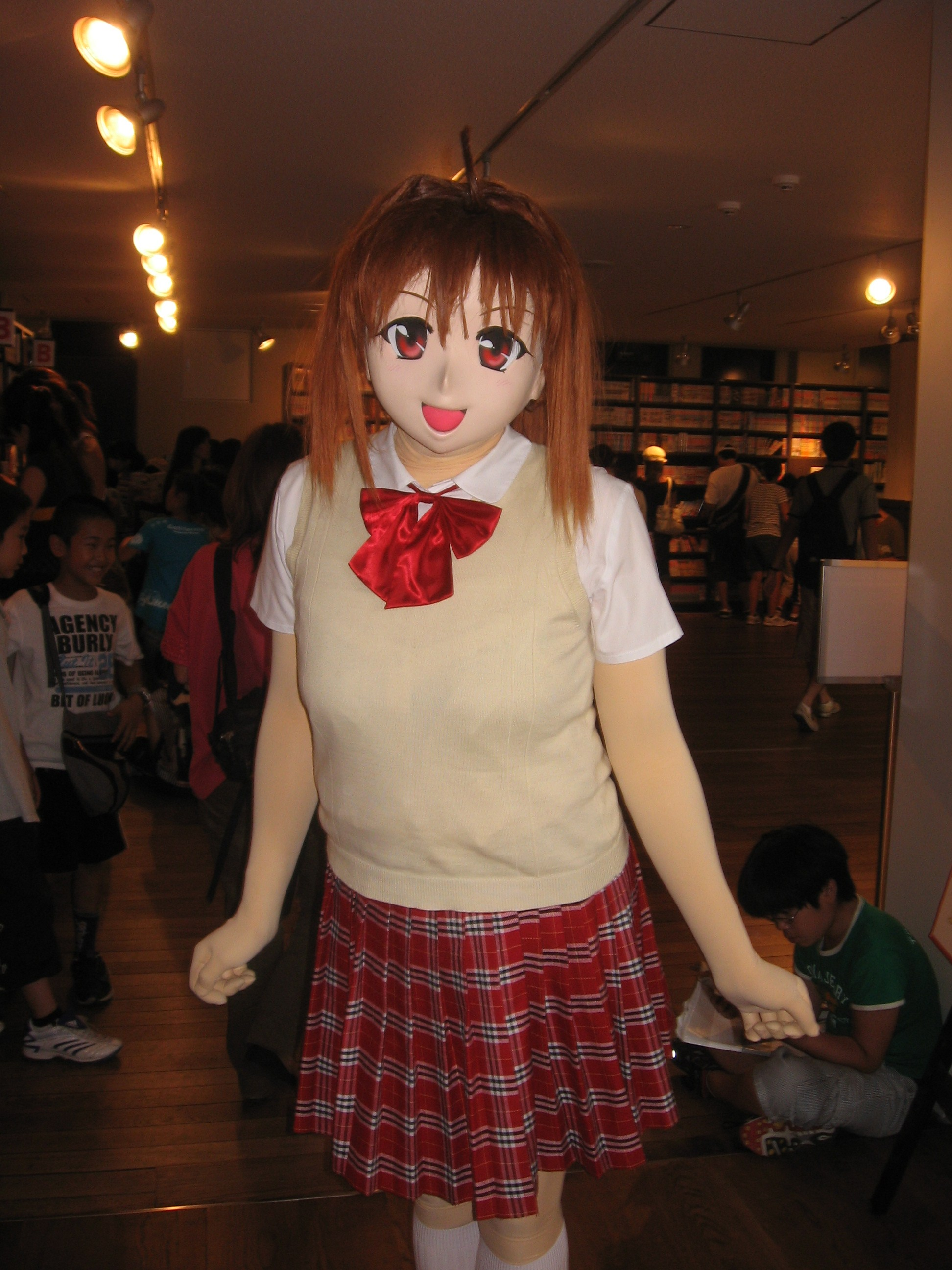
Animegao.

## Animekigurumi
Une autre catégorie de kigurumi pour otakus et dans les cercles du cosplay est l'« anime kigurumi ». Dans ce style, la représentation des personnages humanoïdes s'effectue grâce à l'utilisation de masques ou de costumes, désignés au Japon sous le nom de zentai, couvrant complètement le corps de la personne. Au Japon, la personne qui porte le costume est nommée animegao. 